# Giuseppe Pietro La Marca
Giuseppe Pietro La Marca (Piazza Armerina, 12 luglio 1905 – Roma, 25 novembre 1989) è stato un militare e partigiano italiano, medaglia d'oro al valor militare.

## Biografia
Laureato in matematica e ingegneria, lavorava presso la Società Generale Elettrica siciliana dopo aver effettuato il servizio di leva come sottotenente di complemento delle Armi Navali. Richiamato alle armi, tra il 1935 e il 1936 fu inviato in Africa Orientale e in Libia. Rientrato in Italia nel 1941, decorato di due Croci di guerra, fece parte del Comitato per i progetti delle armi navali.
Al momento dell'armistizio, La Marca si trovava a Roma in convalescenza. Entrò subito nella Resistenza e, come ricorda la motivazione della medaglia d'oro, concessagli nel 1956 dal Presidente della Repubblica Giovanni Gronchi, "benché colpito da infermità contratta in guerra, sollecitava per sé le imprese più rischiose". In particolare, nel giugno 1944 fu protagonista della leggendaria impresa che salvò l'intera "Stazione di Radio-Telegrafica di Santa Rosa":  neutralizzò i potentissimi ordigni con i quali i Tedeschi avevano minato quella strategica base della Regia Marina, salvando vite umani, scorte d'armi e la preziosa strumentazione. 
Dopo la liberazione di Roma, La Marca restò in servizio sino al 1960. Posto in congedo, a domanda, col grado di colonnello, divenne dirigente dell'Enel. Iscritto nel Ruolo d'onore della Marina, conseguì la promozione ad ammiraglio ispettore capo delle A.N. È stato anche consigliere nazionale del Gruppo M.O.V.M. Il nome di Giuseppe Pietro La Marca è ricordato, a Piazza Armerina, su una targa del monumento ai Caduti in guerra.